# Rodolfo Enrique Zimmerman
Rodolfo Enríque Zimmermann (Barranqueras, Chaco; 13 de junio de 1951-Rafaela, Santa Fe; 29 de abril de 2012) fue un futbolista y entrenador argentino que en sus épocas de jugador se desempeñaba como defensa.

## Trayectoria
Comenzó su carrera en las categorías infantiles del Club Los Andes de Barranqueras, para luego destacarse en Don Orione de Resistencia. A los 16 años debutó en la primera división de la Liga Santafesina con Peñarol de Rafaela, consolidándose como una promesa del fútbol provincial.
En 1971 fue fichado por Colón de Santa Fe, donde formó parte de equipos destacados junto a figuras como Raúl Oscar Costantino, Héctor Baley y Rubén Araoz. Durante su etapa en Colón, se destacó por su habilidad y liderazgo en el terreno de juego.
En 1979 se unió a Independiente. En el club de Avellaneda ganó el título de campeón de Primera División en el Campeonato Metropolitano de 1983. Además, fue campeón de la Copa Libertadores de 1984 y de la Copa Intercontinental de 1984 al derrotar en la final a Liverpool de Inglaterra.
Después, tuvo breves pasos por Huracán y Blooming de Bolivia, antes de regresar a Argentina para finalizar su carrera en Ferro de General Pico, 9 de Julio de Rafaela y Ben Hur.
Tras retirarse como futbolista incursionó en la carrera de entrenador. Trabajó en las categorías inferiores de Ben Hur y como ayudante de campo en varios clubes, incluyendo a Peñarol de Rafaela y a 9 de Julio de Rafaela.
Falleció en Rafaela el 29 de abril de 2012, tras ser víctima de cáncer. Sus restos fueron sepultados en el cementerio Lar de Paz de Santa Fe de la Vera Cruz.

## Clubes
| Club                         | País      | Año       |
| ---------------------------- | --------- | --------- |
| Colón de Santa Fe            | Argentina | 1971-1978 |
| Independiente                | Argentina | 1978-1981 |
| Huracán                      | Argentina | 1982      |
| Independiente                | Argentina | 1982-1984 |
| Blooming                     | Bolivia   | 1985      |
| Ferro Carril de General Pico | Argentina | 1986-1988 |
| 9 de Julio                   | Argentina | 1989-1990 |
| Ben Hur                      | Argentina | 1991      |

## Palmarés

### Campeonatos nacionales
| Torneo           | Club          | País      | Año    |
| ---------------- | ------------- | --------- | ------ |
| Primera División | Independiente | Argentina | M-1983 |

### Campeonatos internacionales
| Torneo                | Club          | Sede       | Año  |
| --------------------- | ------------- | ---------- | ---- |
| Copa Libertadores     | Independiente | Avellaneda | 1984 |
| Copa Intercontinental | Independiente | Tokio      | 1984 |